# 拟斑花蟹蛛
拟斑花蟹蛛（学名：Xysticus parapunctatus）为蟹蛛科花蟹蛛属的动物。在中国大陆，分布于新疆等地。该物种的模式产地在新疆。